# Campo de Beisebol Wukesong

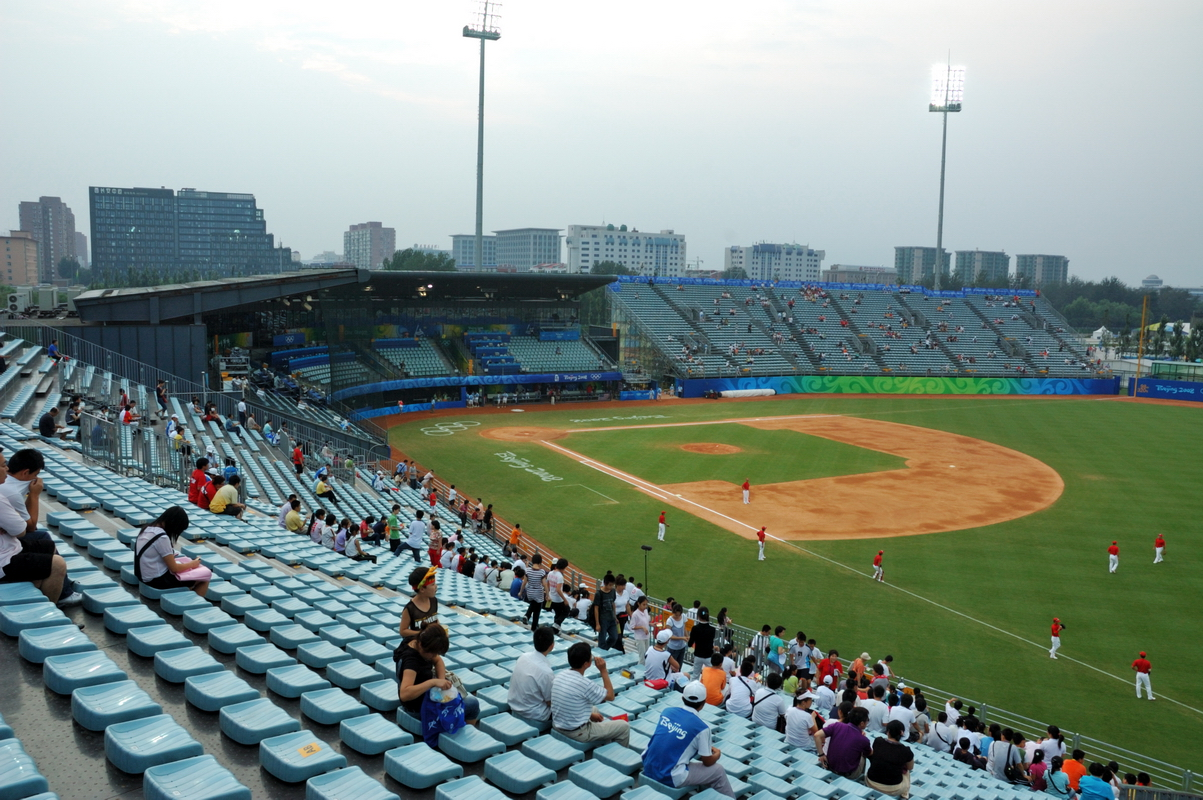
Campo de Beisebol Wukesong

O Campo de Beisebol Wukesong foi uma das instalações temporárias construídas para os Jogos Olímpicos de Verão de 2008. Localizado na parte oeste do Olympic Green, a área contou com três campos: um de treinos ao norte, e dois de competição, sendo um ao centro (com 3.000 lugares) e um ao sul (com 12.000 lugares).

## Detalhes da obra
- Tipo: temporário
- Área total: 14.360 m²
- Assentos fixos: 0
- Assentos temporários: 15.000
- Início das obras: 22 de dezembro de 2005